# فرزاد جمشیدی
فرزاد جمشیدی (زادهٔ خرداد ۱۳۴۹) مجری تلویزیونی ایرانی است. او در تهران به دنیا آمد و دارای لیسانس حقوق و دکترای علوم قرآنی است. جمشیدی اجرای برنامه‌های «یاد خدا» و «ماه خدا» را در شبکۀ یک تلویزیون صدا و سیمای ایران و ریاست دفتر هماهنگی و سازماندهی مجریان صدا و سیما را بر‌عهده داشته است. وی در سال ۱۳۸۶ به مدت سه‌ماه مدیرکل روابط عمومی وزارت بازرگانی بود. 
جمشیدی با اجرای برنامه‌ای در رادیو ایران با عنوان یاد خدا در اردیبهشت ۱۳۹۱ و شعرخوانی درخصوص قضّات، با شکایت از طرف دادستانی کل کشور (به عنوان مدعی‌العموم) مواجه شد و پرونده‌ای علیه وی در دادسرای فرهنگ و رسانه تشکیل شد اما پس از صرف‌نظر کردن شاکی از شکایت خود، پرونده مختومه اعلام شد. وی پروندهٔ دیگری با طرف شاکی خصوصی داشت که با این پرونده مرتبط نبود و پس از رسیدگی رسمی در دی ۱۳۹۱، این شاکی نیز در تیر ۱۳۹۲ رضایت خود را نسبت به او اعلام کرد. وی که از مجریان برنامه‌های ماه رمضان نیز بوده است، بیست روز قبل از ماه رمضان، در ۲۹ خرداد ۱۳۹۲ با انتشار نامه‌ای برای همیشه از اجرا در سازمان صداوسیما خداحافظی کرد. اما تقریباً یکسال پس از این خداحافظی، تصویری از او در تاریخ ۱۸ شهریور ۱۳۹۳، از شبکه یک سیما پخش شد که در حال اجرای مراسمی در اصفهان بود. جمشیدی سرانجام پس از ۵ سال ممنوع‌التصویری با اجرای برنامه‌ای از نمایشگاه کتاب ۱۳۹۷ در مصلای تهران به تلویزیون بازگشت و مجدداً فعالیت خود را شروع کرد. وی به جز مجری‌گری، نویسنده ادبی-دینی بوده و مدتی هم ریاست دفتر هماهنگی مجریان سیما را به دست داشته است.